# Перевезенцев Ігор Юрійович
Ігор Перевезенцев (рос. И́горь Ю́рьевич Перевезе́нцев; нар. 30 січня 1965, Москва, СРСР) — радянський та російський футболіст, тренер.

## Кар'єра гравця
Футболом почав займатися в Москві в спортивному клубі «Москвич». У 1982 році дебютував у другій лізі чемпіонату СРСР за дорослу команду «Москвич». З 1987 по 1989 роки виступав у другій лізі за «Рубін» (Казань) і «Металург» (Липецьк). У 1990 році переходить в московський «Торпедо». У липні 1990 року в складі «автозаводцев» проводить три матчі у вищій лізі чемпіонату СРСР.
Після розпаду СРСР виступає у вищій лізі чемпіонату України за миколаївський «Евіс».
У 1994 році повертається в Росію. Грає в командах другого дивізіону, а пізніше в аматорських клубах. Найтриваліший час проводить в клубі «Дон» (Новомосковськ) - 6 років, 174 матчі.

## Кар'єра тренера
З 2006 року на тренерській роботі. Тренер вищої категорії. Працював з жіночими командами «Спартак» (виходив у фінал Кубка Росії) і ШВСМ Ізмайлово (найвище місце - 4-те в чемпіонаті Росії). Працював в московській СДЮШОР № 63 «Зміна». В даний час працює тренером в московській «Школі футболу для дорослих».